# Охокальенте
Охокальенте (исп. Ojocaliente) — город и административный центр одноимённого муниципалитета в мексиканском штате Сакатекас. Численность населения, по данным переписи 2010 года, составила 20 851 человек.

## История
Город основал Хосе Теодоро де Бастидас.